# Saison 1952-1953 de la LIH
Saison précédente Saison suivante
La saison 1952-1953 est la huitième saison de la ligue internationale de hockey.
Les Mohawks de Cincinnati remportent la Coupe Turner en battant les Rockets de Grand Rapids en série éliminatoire.

## Saison régulière
Trois nouvelles équipes joignent la ligue en début de saison, soit les Mohawks de Cincinnati en provenance de la Ligue américaine de hockey, les Komets de Fort Wayne et les Chiefs de Milwaukee. De leur côté, les Maroons de Chatham quittent la LIH et rejoignent la ligue senior A de l'Ontario. Le Hettche de Détroit quant à eux doivent cesser leurs activités en raison de difficultés financières.

### Classement de la saison régulière
| Clt   | Équipe                  | PJ | V  | D  | N | BP  | BC  | Pts |
| ----- | ----------------------- | -- | -- | -- | - | --- | --- | --- |
| +001, | Mohawks de Cincinnati   | 60 | 43 | 13 | 4 | 310 | 152 | 90  |
| +002, | Bruins de Troy          | 60 | 34 | 21 | 5 | 264 | 221 | 73  |
| +003, | Mercurys de Toledo      | 60 | 32 | 25 | 3 | 210 | 207 | 67  |
| +004, | Rockets de Grand Rapids | 60 | 27 | 32 | 1 | 231 | 257 | 55  |
| +005, | Komets de Fort Wayne    | 60 | 20 | 38 | 2 | 182 | 244 | 42  |
| +006, | Chiefs de Milwaukee     | 60 | 15 | 42 | 3 | 234 | 350 | 33  |

- Champion de la saison régulière
- Qualifié pour les séries éliminatoires

### Meilleurs pointeurs
| Joueur           | Équipe       | PJ | B  | A  | Pts | Pun |
| ---------------- | ------------ | -- | -- | -- | --- | --- |
| Alexander Irving | Milwaukee    | 59 | 46 | 57 | 103 | 67  |
| Don Marshall     | Cincinnati   | 60 | 46 | 51 | 97  | 34  |
| Julius Swick     | Troy         | 59 | 40 | 51 | 91  | 41  |
| Steve Gaber      | Troy         | 60 | 50 | 37 | 87  | 22  |
| Del Topoll       | Cincinnati   | 58 | 30 | 49 | 79  | 104 |
| Norm Kirk        | Troy         | 60 | 34 | 43 | 77  | 11  |
| Don Poile        | Milwaukee    | 56 | 42 | 34 | 76  | 14  |
| Rod McElroy      | Milwaukee    | 60 | 33 | 40 | 73  | 21  |
| Bob Turner       | Grand Rapids | 59 | 35 | 37 | 72  | 66  |
| Dick Pontarollo  | Toledo       | 60 | 29 | 41 | 70  | 48  |

## Séries éliminatoires
Les séries éliminatoires se déroule du 10 au 31 mars. Les vainqueurs des demi-finales s'affrontent pour l'obtention de la Coupe Turner.

### Tableau
|  | Demi-finales            | Demi-finales            |                       |   | Finale | Finale |
|  | Demi-finales            | Demi-finales            |                       |   | Finale | Finale |
|  |                         |                         |                       |   |        |        |
|  |                         |                         |                       |   |        |        |
|  |                         |                         |                       |   |        |        |
|  | Mohawks de Cincinnati   | 4                       |                       |   |        |        |
|  | Mohawks de Cincinnati   | 4                       |                       |   |        |        |
|  | Mercurys de Toledo      | 1                       |                       |   |        |        |
|  | Mercurys de Toledo      | 1                       | Mohawks de Cincinnati | 4 |        |        |
|  |                         |                         | Mohawks de Cincinnati | 4 |        |        |
|  |                         | Rockets de Grand Rapids | 0                     |   |        |        |
|  | Bruins de Troy          | Rockets de Grand Rapids | 0                     | 2 |        |        |
|  | Bruins de Troy          |                         |                       | 2 |        |        |
|  | Rockets de Grand Rapids | 4                       |                       |   |        |        |
|  | Rockets de Grand Rapids | 4                       |                       |   |        |        |

### Demi-finales
Pour les demi-finales, l'équipe ayant terminé au premier rang lors de la saison régulière, les Mohawks de Cincinnati, affrontent l'équipe ayant terminé troisième, les Mercurys de Toledo, puis celle ayant fini deuxième, les Bruins de Troy, font face à l'équipe ayant pris la quatrième place, les Rockets de Grand Rapids. Pour remporter les demi-finales, les équipes doivent obtenir quatre victoires.
| Date    | Équipe à domicile     | Score | Équipe visiteuse      |
| ------- | --------------------- | ----- | --------------------- |
| 11 mars | Mercurys de Toledo    | 2-1   | Mohawks de Cincinnati |
| 12 mars | Mohawks de Cincinnati | 5-2   | Mercurys de Toledo    |
| 14 mars | Mercurys de Toledo    | 2-7   | Mohawks de Cincinnati |
| 15 mars | Mohawks de Cincinnati | 6-2   | Mercurys de Toledo    |
| 17 mars | Mohawks de Cincinnati | 3-0   | Mercurys de Toledo    |

Les Mohawks de Cincinnati remportent la série 4 victoires à 1.
| Date    | Équipe à domicile       | Score | Équipe visiteuse        |
| ------- | ----------------------- | ----- | ----------------------- |
| 10 mars | Bruins de Troy          | 9-3   | Rockets de Grand Rapids |
| 11 mars | Rockets de Grand Rapids | 3-2   | Bruins de Troy          |
| 14 mars | Rockets de Grand Rapids | 6-1   | Bruins de Troy          |
| 15 mars | Bruins de Troy          | 3-0   | Rockets de Grand Rapids |
| 18 mars | Rockets de Grand Rapids | 2-0   | Bruins de Troy          |
| 21 mars | Rockets de Grand Rapids | 6-3   | Bruins de Troy          |

Les Rockets de Grand Rapids remportent la série 4 victoires à 2.

### Finale
La finale oppose les vainqueurs de leur série respectives, les Mohawks de Cincinnati et les Rockets de Grand Rapids. Pour remporter la finale les équipes doivent obtenir quatre victoires.
| Date    | Équipe à domicile       | Score | Équipe visiteuse        |
| ------- | ----------------------- | ----- | ----------------------- |
| 24 mars | Mohawks de Cincinnati   | 5-3   | Rockets de Grand Rapids |
| 26 mars | Rockets de Grand Rapids | 3-7   | Mohawks de Cincinnati   |
| 28 mars | Mohawks de Cincinnati   | 6-3   | Rockets de Grand Rapids |
| 31 mars | Rockets de Grand Rapids | 4-8   | Mohawks de Cincinnati   |

Les Mohawks de Cincinnati remportent la série 4 victoires à 0.

### Effectifs de l'équipe championne
Voici l'effectif des Mohawks de Cincinnati, champion de la Coupe Turner 1953:
- Entraineur :
- Joueurs : Willie Pawchuk, Del Topoll, Don Marshall, Reg Grigg, Jim Bartlett, William Sinnett, Russ Kowalchuk, Art Rose, Connie Broden, Lloyd Finkbeiner, Jacques Nadon, George Bouchard, Mickey Keating, Orrin Gould.

## Trophées remis
| Trophée               | Description                       | Vainqueur               |
| --------------------- | --------------------------------- | ----------------------- |
| Coupe Turner          | Champion des séries éliminatoires | Mohawks de Cincinnati   |
| Trophée J.-P.-McGuire | Champion de la saison régulière   | Rockets de Grand Rapids |

| Trophée                     | Description       | Vainqueur                                |
| --------------------------- | ----------------- | ---------------------------------------- |
| Trophée George-H.-Wilkinson | Meilleur pointeur | Alexander Irving des Chiefs de Milwaukee |
| Trophée James-Gatschene     | Joueur MVP        | Don Marshall, Mohawks de Cincinnati      |

### Équipes d'étoiles
| Première équipe | Première équipe       | Position | Deuxième équipe | Deuxième équipe         |
| Joueur          | Équipe                | Position | Joueur          | Équipe                  |
| --------------- | --------------------- | -------- | --------------- | ----------------------- |
| Bill Tibbs      | Mercurys de Toledo    | G        | Claude Evans    | Mohawks de Cincinnati   |
| Mickey Keating  | Mohawks de Cincinnati | D        | Tom Goodfellow  | Rockets de Grand Rapids |
| Julian Sawchuk  | Bruins de Troy        | D        | Doug McCaig     | Mercurys de Toledo      |
| Russ Kowolchuk  | Mohawks de Cincinnati | AG       | George Parker   | Mercurys de Toledo      |
| Don Marshall    | Mohawks de Cincinnati | C        | Julius Swick    | Bruins de Troy          |
| Steve Gaber     | Bruins de Troy        | AD       | Ed Bruneteau    | Chiefs de Milwaukee     |